# Jean-François Ntoutoume Emane
Jean-François Ntoutoume Emane (Libreville, 6 de octubre de 1939) es un político gabonés. 
Miembro del Partido Democrático Gabonés (PDG), fue el primer ministro de Gabón desde el 23 de enero de 1999 hasta el 20 de enero de 2006.

## Biografía
Nacido en Lalala, un distrito de Libreville, primero trabajó en el Ministerio de Finanzas. Fue allí donde el presidente Omar Bongo lo notó y lo designó como Asesor Personal en 1976. Ocupó tal puesto hasta 1990, cuando fue elegido diputado a la Asamblea Nacional de Gabón por el Partido Democrático Gabonés, derrotando en su distrito natal al líder de la oposición, Paul Mba Abessole.
Mientras trabajaba con Bongo, Ntoutoume se desempeñó como Ministro de Aviación Civil y Comercio (1979-1984) y de Comercio y Asuntos del Consumidor (1984-1987). Durante el Gobierno de Casimir Oyé-Mba, fue nombrado como Ministro de Control del Estado, Descentralización, Administración Territorial e Integración Regional, pero no aceptó el cargo. Ntoutoume Emane dirigió las negociaciones con la oposición en 1994 que resultaron en los Acuerdos de París. Fue nombrado ministro de Estado para el Registro de Agrimensura, Vivienda, Alojamiento, Asuntos Urbanos y Ordenación del Territorio en el gobierno del primer ministro Paulin Obame-Nguema el 28 de enero de 1997.
Fue elegido primer ministro en enero de 1999. Después de servir 9 años en el cargo, en 2006 fue reemplazado por Jean Eyeghe Ndong después de que el presidente Omar Bongo juró de nuevo otra legislatura.
En las elecciones locales de 2008 fue electo concejal de Libreville, y presentado por su partido como candidato a la Alcaldía. Pese a no tener la mayoría absoluta en el Concejo, logró ser elegido en el cargo con 84 votos a favor. Ocupó el cargo hasta febrero de 2014, cuando fue reemplazado por Rose Christiane Raponda.